# 富士自衛隊差別事件
富士自衛隊差別事件（ふじじえいたいさべつじけん）は、昭和40年、静岡県の陸上自衛隊富士学校で起こった部落差別事件。
被差別部落出身の妻を持つ陸上自衛官が、班長（陸佐）から「部落の女を嫁にもろうて」と部下の前で再々罵られ、そのことを知った陸尉の妻が自殺未遂を起こし、その後、夫の出世の妨げになる事を危惧して1963年に離婚した。1965年に、事件はこの陸尉が姫路地方人権擁護局に訴えでたことで明るみに出た。1964年に起きた信太山自衛隊差別事件とともに、自衛隊内での部落差別が問題となった。

## 主要な部落差別事件一覧
- 狭山事件
- 福岡連隊差別事件
- 高松差別裁判
- 相馬が原事件
- 信太山自衛隊差別事件
- 徳島自衛隊内差別事件